# نزدیک بینی بازاریابی
نزدیک بینی بازاریابی (به انگلیسی: Marketing Myopia) عنوان اثر اصلی تئودور لویت (به انگلیسی: [Levitt]) است که اولین بار در هاروارد بیزینس ریویو در سال 1960 منتشر شد. تئودور لویت در اثر اصلی خود یعنی نزدیک بینی بازاریابی استدلال می کند که شرکت هایی که به طور گسترده در مورد تجارت خود فکر نمی کنند در رقابت شکست خواهند خورد. این تفکر گسترده به تعریف کسب و کار آنها مربوط می شود. 

## پیشینه
در سال 1960، پروفسور تئودور لویت، که در مدرسه بازرگانی هاروارد تدریس می کرد، مقاله ای درباره نوعی بی حالی که در دنیای تجارت مشاهده می کرد، نوشت. عنوان مقاله – نزدیک بینی بازاریابی بود. در این مقاله، لویت تاکید کرد که کسب و کارها آنقدر روی تولید کالاها و خدمات تمرکز می‌کنند که زمان، انرژی یا منابع مالی برای تحقیق و شناخت نیازهای مشتری ندارند.
لویت بر نیاز به تجارت مصرف کننده محور تأکید کرد و از آنها خواست تا روش کسب و کار خود را از تولید محور به مصرف کننده محور تغییر دهند.
در این مقاله، پروفسور تئودور لویت به تیم‌های مدیریت بازاریابی هشدار داد که انتقال آن‌ها به نزدیک‌ بینی بازاریابی می‌تواند برای آینده واحدهای تجاری خطرناک باشد. لویت نظرات خود را در این مقاله بیان کرد و گفت، تیم بازاریابی آنقدر مشغول استراتژی بازاریابی است که زمان کمی برای پرسیدن یک سوال در مورد تولید از خود دارند - چرا ما این کار را انجام می دهیم؟
این مقاله به دلیل پیامی که برای مدیران اجرایی داشت محبوب شد. او گفت: "شما یک تجارت هستید زیرا مشتری دارید." در یک بیانیه، او نقش مهمی که یک مدیر عامل باید در بازاریابی برند خود ایفا کند را خلاصه کرد. 

## مطالعات موردی که به درک نزدیک بینی بازار کمک می کند
در سال 1958 هندوستان موتورز (به انگلیسی: Hindustan Motors) نسخه هندی موریس آکسفورد (به انگلیسی: Morris Oxford) را عرضه کرد. این اولین ماشین هندی بود. طراحان در ساخت آن از موریس آکسفورد الهام گرفتند. طراحی و فناوری آن بسیار شبیه به ماشین بریتانیایی بود. این شرکت از سال 1958 تا 1980 پیشرو در صنعت خودرو در هند بود. اگرچه رقابتی با پرمیر پادمینی (به انگلیسی: Premier Padmini) داشت، اما به مدت 22 سال پیشرو در صنعت بود. موفقیت آن در درجه اول به دلیل مجوز رایج، کمبود بودجه و سیاست های اقتصادی نامطلوب بود. سازندگان جدید از ورود به بازار خودرو هند وحشت داشتند. هندوستان موتورز انحصار تولید، بازاریابی و فروش خودروی آمباسادور (به انگلیسی: Ambassador) را داشت.
اما در سال 1983، Maruti Udyog وارد صنعت خودروسازی هند شد تا Maruti 800 را عرضه کند. خانواده‌های هندی با آغوش باز از این راه‌اندازی استقبال کردند و در عرض هفت سال، جایگاه Ambassador را در بازار خودروی هند گرفت. اگرچه برخی از مردم همچنان به استفاده از خودروهای Ambassador ادامه دادند، اما اکنون سهم آنها در بازار در حاشیه بود. آنها همچنان در سهم بازار جای پایی داشتند زیرا دارای چند ویژگی بود که Maruti 800 فاقد آن بود.
خانواده های مشترک و خانواده های هسته ای با بیش از پنج نفر و خدمات تاکسی به سه دلیل به خرید و استفاده از خودروهای سفیر هندوستان موتورز ادامه دادند:
1. این خودرو می تواند افراد بیشتری را نسبت به Maruti 800  در خود جای دهد.
2. با دیزل کار می کرد در حالی که Maruti 800 موتور بنزینی داشت. در آن سالها گازوئیل بسیار ارزانتر از بنزین بود.
3. پس از استفاده از خودروهای Ambassador، برخی از کاربران خودرو احساس کردند که Maruti 800 به اندازه Ambassador مقاوم نیست.
4. هزینه نگهداری Ambassador کمتر از خودروهای Maruti به نظر می رسید.

مصرف کننده به این نتیجه رسید که اگرچه هزینه کارکرد خودروی Ambassador ارزان تر است، اما همه ویژگی های دیگر در Maruti 800 بسیار بهتر بودند. به این دلیل که بیشتر خودروهای دولتی خودروهای Ambassador بودند. نخست وزیر هند نیز تا سال 2002 با خودروی Ambassador جابجا شد. آقای آتال بیهاری واجپای نخست وزیر هند در آن سال بود و او ابتکار عمل را برای تغییر به BMW Limo بر عهده گرفت. بیشتر بوروکرات‌ها از این روش پیروی کردند و به خودروهای جدید و پیچیده‌تر روی آوردند، به همین دلیل سفارش‌های خودروهای Ambassador در سال 2021 به صفر رسید.

## نگرش جدید در نزدیک بینی بازاریابی
در طول نیم قرن گذشته، بازاریابان به طور کلی به توصیه های تئودور لویت برای جلوگیری از نزدیک بینی بازاریابی با تمرکز بر مشتریان توجه کرده اند. استدلال می شود که آن‌ها این درس را خیلی خوب یاد گرفته‌اند، در نتیجه امروز شکل جدیدی از نزدیک‌ بینی بازاریابی ایجاد شده که همچنین باعث شکل گیری انحراف در دید استراتژیک می‌شود و می‌تواند منجر به شکست کسب‌ و کار شود. نزدیک بینی بازاریابی جدید از سه پدیده مرتبط سرچشمه می گیرد: 
1. تمرکز یکجانبه بر مشتری به استثنای سایر ذینفعان.
2. تعریف بسیار محدود از مشتری و نیازهای او. و
3. عدم شناخت زمینه اجتماعی تغییر یافته کسب و کار که نیاز به پرداختن به ذینفعان متعدد دارد.

بازاریابان این پدیده‌ها را نشان می‌دهند و سپس چشم‌اندازی از مدیریت بازاریابی به عنوان فعالیتی ارائه می‌دهند که چندین ذینفع را در خلق ارزش درگیر می‌کند، و پیشنهاد می‌کنند که بازاریابی می‌تواند تخصص خاصی را به همراه داشته باشد. 
همچنین پنج پیشنهاد برای تمرین ارائه می شود که به بازاریابان کمک می‌کند نزدیک‌ بینی را تصحیح کنند: 
1. نقشه‌برداری از سهامداران شرکت،
2. تعیین خصوصیات ذینفعان،
3. تحقیق در مورد مسائل و انتظارات ذینفعان و اندازه‌گیری تأثیر،
4. تعامل با سهامداران، و
5. نگرش ذینفع گرایی.